# Kochira Katsushika-ku Kameari kōen-mae hashutsujo
Kochira Katsushika-ku Kameari kōen-mae hashutsujo (こちら葛飾区亀有公園前派出所? lett. "Questa è la stazione di polizia di fronte al parco Kameari nel distretto di Katsushika"), più comunemente conosciuto col titolo di Kochikame (こち亀?), è un manga shōnen creato da Osamu Akimoto e pubblicato in Giappone dalla Shūeisha sulla rivista Weekly Shōnen Jump. È una serie che si svolge ai giorni nostri, intorno alle varie stazioni di polizia della parte bassa della città di Tokyo, e parla delle disavventure di un agente di mezza età, Kankichi Ryotsu, chiamato dai colleghi Ryo-san.
È stato pubblicato ininterrottamente dal 1976 al 2016, raggiungendo i 1960 capitoli e i 201 volumi. In virtù di questo traguardo è stata premiata nel 2016 dal Guinness dei primati come serie manga con il maggior numero di volumi pubblicati, un record che nel frattempo è stato superato. Con il volume 151 ha raggiunto le 135.000.000 copie di vendita. In Occidente è difficile vederne una pubblicazione, in quanto la serie ha raggiunto una quantità molto alta di volumi pubblicati, motivo per il quale non è mai arrivata in nazioni fuori dall'est-asiatico.
Lo studio Gallop ne ha tratto una serie televisiva anime di 367 episodi, trasmessi da Animax e da Fuji Television. La storia inoltre ha prodotto due adattamenti live action, un dorama per la tv nel 2009 con Shingo Katori tra i protagonisti, e una pellicola cinematografica uscita nelle sale nel 2011.

## Trama

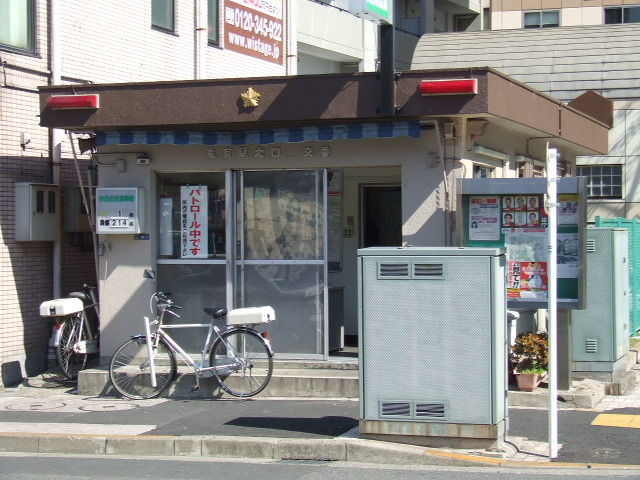
La vera stazione di polizia nel distretto di Katsushika su cui si basa quella del manga.

La trama tipica di Kochikame ruota attorno a Ryo-san ed alle sue disavventure, le quali diversamente da quanto si possa pensare, non riguardano solamente la centrale di polizia. Possiamo quindi trovare Ryo-san in una moltitudine di diverse situazioni, sempre comunque in compagnia dei suoi colleghi di lavoro. Il tutto viene rappresentato in modo divertente, creando spesso battute, anche con citazioni di opere esterne al manga.
Grazie alla sua notorietà, ed al fatto che il manga è stato pubblicato per ben quarant'anni, il pubblico che segue Kochikame è molto vasto, andando dai giovani adolescenti, fino ai salarymen di mezza età che sono cresciuti assieme a questa serie.
Per il creatore Osamu Akimoto, Kochikame è un continuo omaggio alla popolazione lavoratrice, ed in particolare al quartiere del centro storico di Tokyo. Inoltre, molti capitoli si aprono con una elaborata illustrazione rappresentante le scene delle strade della parte bassa della città, proprio come chiaro omaggio.

## Personaggi

### Principali
Kankichi Ryotsu (両津 勘吉?, Ryōtsu Kankichi)
Doppiato da: Lasar Ishii (TV), Kenji Utsumi (Jump Festival Anime 1985)
L'ufficiale capo-pattuglia di Katsushika, stazione di polizia di fronte al parco Kameari. "Ryo-san" è un ufficiale poliziotto trentaseienne con la personalità di un ventenne. La sua pigrizia sul lavoro è battuta solo dal suo ingegno e zelo nel progettare piani per far soldi, i cui frutti sono sempre sperperati in giocattoli, gadgets, e altri svaghi. È un super-otaku, che compra sempre le ultime novità della moda e tecnologia. Anche se molti dei suoi interessi sono da ragazzino, gli piace anche bere, giocare a pachinko, e scommettere, specialmente sulle corse dei cavalli. Possiede una forza e un'energia da superuomo. Ryotsu è celibe e non dimostra grande interesse per le donne. La sua bicicletta si chiama chidori.
Keiichi Nakagawa (中川 圭一?, Nakagawa Keiichi)
Doppiato da: Mitsuru Miyamoto (TV), Akira Kamiya (Jump Festival Anime del 1985)
Giovane, bello capo-pattuglia che aiuta Ryo. Di bell'aspetto, è un esperto guidatore e tiratore scelto, e popolare con tutte le colleghe. In quanto ricco erede, è anche ingenuo riguardo al mondo che lo circonda. La sua divisa da poliziotto è molto costosa e firmata. Nonostante sia circondato da belle donne, Nakagawa appare indifferente e i suoi comportamenti sono a volte ambigui.
Reiko Katherine Akimoto (秋本･カトリーヌ･麗子?, Akimoto Katorīnu Reiko)
Doppiata da: Yumi Morio (TV), Mika Doi (Jump Festival Anime del 1985)
La controparte femminile di Nakagawa, Reiko proviene da una ricca e nobile famiglia europea e si divide tra i suoi impegni di poliziotta e quelli dell'altà società. Reiko è per metà francese e ha vissuto in America, parla quindi diverse lingue. Con i suoi lunghi capelli biondi e l'incredibile grosso seno (che è aumentato durante la storia dopo progressivi interventi chirurgici che Reiko desiderava), Reiko è spesso corteggiata da ricchi e famosi uomini, ma non ha mai trovato quello giusto per lei. Oltre alla bellezza Reiko è molto forte e capace di muoversi velocissima.

### Secondari
Daijiro Ohara (大原 大次郎 ?, Ōhara Daijirō)
Doppiato da: Kouji Hishiya (TV, epi. 1-19), Haruki Sayama (TV, epi. 20~), Kouichi Kitamura (Jump Festival Anime del 1985)
Capo della stazione di polizia, Ohara è sia ligio al dovere che testardo. Per Ryotsu è un boss severo e spaventoso ma impara che è anche molto sincero e onesto. Spesso litiga con Ryotsu quando fa qualcosa di disastroso. Ohara ha una figlia e due nipotine, è il classico buon padre.
Ai Asato (麻里愛?, Asato Ai)
Doppiato da: Kaori Asoh
Partner occasionale di Reiko, chiamata anche col nome "Maria". Come Reiko, Maria è alta, sexy, e formosa. A differenza di Reiko, Maria è bruna ed è in realtà un uomo. È innamorata di Ryotsu e diventa gelosa quando altre ragazze gli si avvicinano. Era un campione di Muay Thai (kickboxing) e in generale eccelleva in tutte le arti marziali. Dopo un magico incidente, è diventato una bellissima donna.
Hayato Honda (本田速人?, Honda Hayato)
Doppiato da: Hiroshi Yanaka
È il poliziotto motociclista della stazione, e sottoposto di Ryotsu, spesso trascinato controvoglia nei suoi progetti. Timido e giovane uomo, cambia subito carattere diventando aggressivo, con una voce profonda e una viso severo, non appena monta sulla sua moto. È anche un otaku che ama i manga shōjo e le idols giapponesi.
Yōichi Terai (てらい よういち、寺井洋一?, Terai Yōichi)
Doppiato da: Hayashiya Shōzō IX
Un poliziotto cicciotello della stazione, desidera vivere la sua vita come un "ordinario poliziotto" ma è piuttosto povero e poco intelligente. Ogni tentativo di comprarsi una casa o un'automobile finisce con tragici risultati. È spesso visto in coppia con Buchō.
Rika Saotome (早乙女リカ?, Saotome Rika)
Doppiato da: Yuu Sugimoto

### Personaggi ricorrenti
Matoi Giboshi  (擬宝珠纏?, Giboshi Matoi)
Doppiata da: Yuuko Doi)
Haya Isowashi (磯鷲早矢?, Isowashi Haya)
Haru Mido (御堂春?, Midō Haru)
Lemon Giboshi (擬宝珠檸檬?, Giboshi Remon)
Doppiata da: Ayaka Saito
Volvo Saigo (ボルボ西郷?, Borubo Saigō)
Doppiato da: Yuuji Kishi
Tatsunosuke Sakonji (左近寺竜之介?, Sakonji Tatsunosuke)
Doppiato da: Masami Iwasaki
Gomesu Tonda (屯田五目須?, Tonda Gomesu)
Doppiato da: Eimei Esumi→Eiji Takemoto

## Dorama
La versione live della storia è stata trasmessa nel 2009 da TBS in 8 puntate.

### Cast
- Shingo Katori - Ryotsu Kankichi (Ryo-san)
- Karina Nose - Akimoto Catherine Reiko
- Mokomichi Hayami - Nakagawa Keiichi
- Teruyoshi Uchimura - Honda Hayato
- Kenichi Nagira - Ueno
- Edamame Tsumami - Kumada
- Hiroaki Fukui - Tabata
- Shion Hatakeyama - Tonkichi
- Akira Takahashi - Chinpei
- Kakeru Yoshida - Kanta
- Rie Shibata - Ryotsu Yone
- Lasalle Ishii - Ryotsu Ginji
- Masato Ibu - Ohara Daijiro

### Star ospiti
- Takeshi Kitano - Beat Kitano
- Hitori Gekidan - Kanda Torajiro
- Becky - Hanamaki
- Jun Kunimura - Kanda Miyojin
- Yuzo Kayama
- Satomi Ishihara
- Eri Watanabe
- Masayasu Wakabayashi
- Toshiaki Kasuga
- Toshiyuki Nishida
- Alisa Mizuki
- Junnosuke Taguchi - Araki Kakunoshin
- Kankuro Kudo - Higurashi Neruo
- Hiroko Shimabukuro

## Accoglienza
Nel sondaggio Manga Sōsenkyo 2021 indetto da TV Asahi, 150 000 persone hanno votato la loro top 100 delle serie manga e Kochira Katsushika-ku si è classificata al 35º posto.